# اندیس آزان (سنگ تزئینی)
آزان (سنگ تزئینی) یک اندیس مصالح ساختمانی است که در حوالی شهر میمه استان اصفهان قرار دارد و مادهٔ معدنی موجود در آن، سنگ تزئینی است.  